# 哈德格里米爾·約納森
哈德格里米爾·約納森（1986年5月4日—）是一位冰島足球運動員。在場上的位置是中後衛。他現在效力於丹麥足球超級聯賽球隊歐登塞足球俱樂部。他也代表冰島國家足球隊參賽。